# S-520

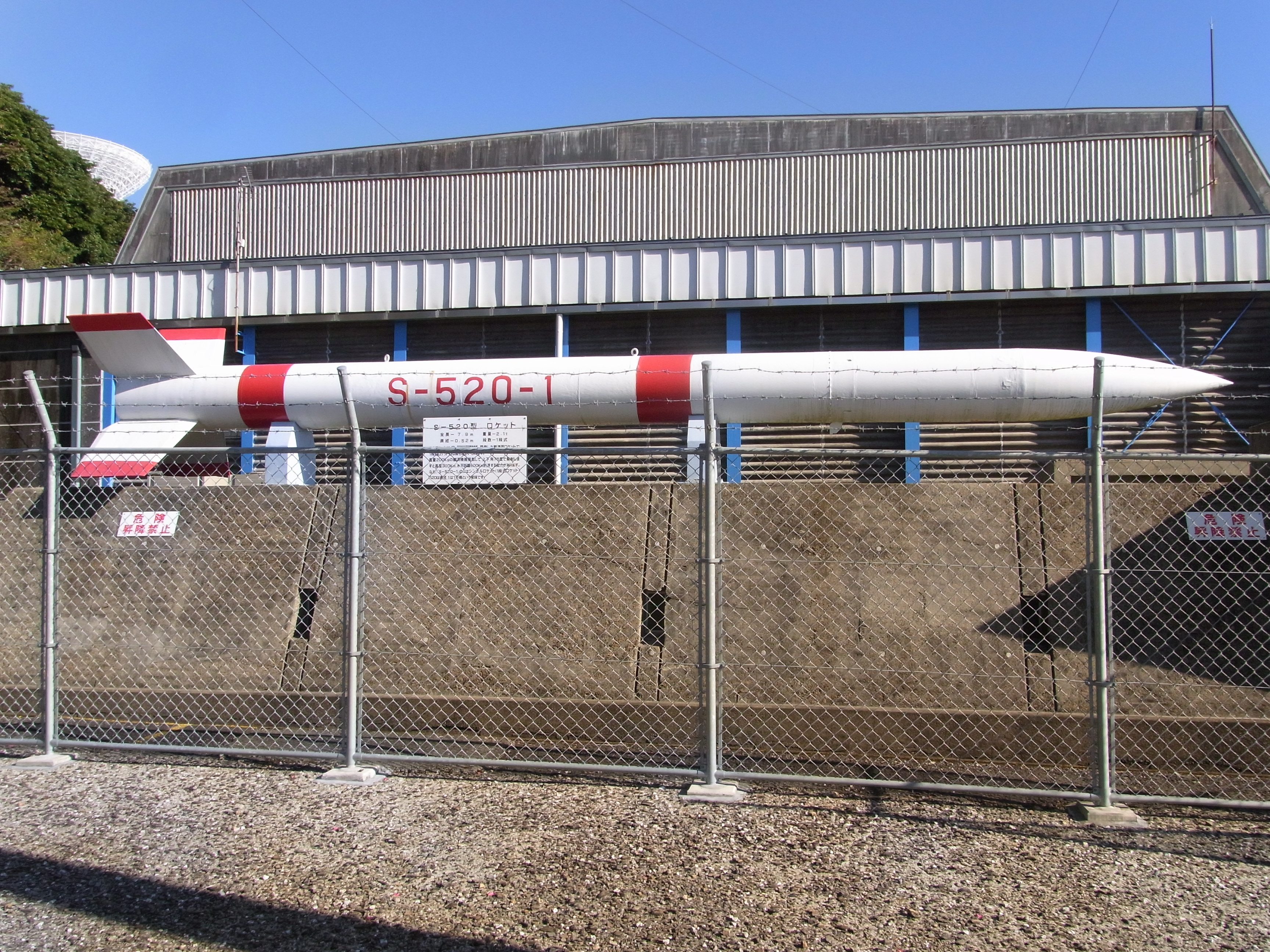
S-520-1

S-520 ist die Bezeichnung einer einstufigen japanischen Höhenforschungsrakete. Die von Nissan gefertigte S-520 hat eine Gipfelhöhe von 430 km, eine Startmasse von 2200 kg, einen Durchmesser von 0,52 m und eine Länge von 9,10 m. Von 1980 bis 2015 fanden vom Uchinoura Space Center 27 Starts statt, drei weitere vom Andøya Rakettskytefelt in Norwegen und einer von SvalRak auf Spitzbergen.
Mit einer zweiten Stufe ausgestattet wurde die Rakete als SS-520 bezeichnet. In dieser Variante konnte eine Gipfelhöhe von 1108 km erreicht werden.
In einer weiteren Variante erhielt die SS-520 eine dritte Stufe, so dass die Nutzlast von 4 kg die Erdumlaufbahn erreichen konnte. Ein erster Start erfolgte am 14. Januar 2017, missglückte aber, weil die zweite Stufe nicht zündete. Mit dem erfolgreichen Start vom 3. Februar 2018 wurde die SS-520 die kleinste Trägerrakete, die je eine Nutzlast in die Erdumlaufbahn gebracht hat.

## Startliste (SS-520)
Stand: 28. Februar 2025
| Lfd Nr. | Datum (UTC)            | Seriennr. | Stufen | Startplatz | Nutzlast  | Art der Nutzlast              | Nutzlast in kg (brutto 1) | Höhe 2/Orbit 3   | Anmerkungen                  |
| ------- | ---------------------- | --------- | ------ | ---------- | --------- | ----------------------------- | ------------------------- | ---------------- | ---------------------------- |
| 1       | 5. Februar 1998 08:30  | SS-520-1  | 2      | Uchinoura  |           |                               |                           | 750 km           | Erfolg                       |
| 2       | 4. Dezember 2000 09:16 | SS-520-2  | 2      | SvalRak    |           |                               |                           | 1108 km          | Erfolg                       |
| 3       | 14. Januar 2017 23:33  | SS-520-4  | 3      | Uchinoura  | TRICOM-1  | Technologieerprobungssatellit | 3 kg                      |                  | Fehlschlag                   |
| 4       | 3. Februar 2018 05:03  | SS-520-5  | 3      | Uchinoura  | TRICOM-1R | Technologieerprobungssatellit | 3 kg                      | 195 km × 1961 km | Erfolg einziger Orbitalstart |
| 5       | 4. November 2021 10:09 | SS-520-3  | 2      | SvalRak    |           |                               |                           | 750 km           | Erfolg                       |